# Dobri Doł
Dobri Doł (mac. Добри Дол) – wieś w Macedonii Północnej, w gminie Wrapcziszte.